# Mistrzostwa Świata w Piłce Ręcznej Mężczyzn 2015 (składy)
Artykuł grupuje składy męskich reprezentacji narodowych w piłce ręcznej, które wystąpiły podczas Mistrzostw Świata w Piłce Ręcznej Mężczyzn 2015 rozegranych w Katarze od 15 stycznia do 1 lutego 2015 roku.

## Grupa A

### Białoruś
Źródło

### Brazylia
Źródło

### Chile
Źródło

### Hiszpania
Źródło

### Katar
Źródło

### Słowenia
Źródło

## Grupa B

### Austria
Źródło

### Bośnia i Hercegowina
Źródło

### Chorwacja
Źródło

### Iran
Źródło

### Macedonia
Źródło

### Tunezja
Źródło

## Grupa C

### Algieria
Źródło

### Czechy
Źródło

### Egipt
Źródło

### Francja
Źródło

### Islandia
Źródło

### Szwecja
Źródło

## Grupa D

### Arabia Saudyjska
Źródło

### Argentyna
Źródło

### Dania
Źródło

### Niemcy
Źródło

### Polska
Źródło

### Rosja
Źródło